# Veerse Meer
Veerse Meer (Veereško jezero) je laguna na jugozahodu Nizozemske v provinci Zelandiji.

## Opis
Veerse Meer je bil ustvarjen kot ukrep za nadzor poplav za uravnavanje ravni vode v okoliških polderjih in deluje kot drenažni bazen za okoliške polderje, dokler se njegove odvečne vode ne izpustijo v Vzhodno Šeldo.  Njegova raven se pozimi zniža, da pomaga pri izsuševanju polderjev, poleti pa se ohranja na višji ravni za rekreacijo.

## Zgodovina
Prvotno izliv Šelde, imenovan Veerse Gat na zahodu, ki se je srečal z Zandkreekom na vzhodu, je bila najprej leta 1960 pregrajena njegova povezava s Šeldo z Zandkreekdamom, leta 1961 pa še od Severnega morja z Veerse Gatdamom, ki so predstavljali prve gradnje vodnogospodarskega sistema Delta Works.  Leta 2004 je bila zapornica Katse Heule zgrajena v Zanderkreekdamu, da bi omogočila dotok slane vode iz Vzhodne Šelde, da bi izboljšala kakovost vode in vrnila to nekdanje rečno ustje v prvotno brakično stanje.

## Dolžina in lokacija
Jezero je 22 km dolgo, in ponekod široko 1500 m. Leži med starimi otoki Noord-Beveland, Zuid-Beveland in Walcheren-om in je povezano z zapornico Zandkreekdam z reko Šeldo, zaradi česar ima ta laguna brakično vodo, nekoliko manj slano kot morska voda. V jezeru je 13 majhnih nenaseljenih otočkov. Nekateri njeni bregovi, pod vodo ob visoki plimi, so bili spremenjeni v naravne rezervate, medtem ko so drugi priljubljeni za vodne športe, kot je jadranje.

## Galerija
- Pogled na Veerse Meer
- Zemljevid Veerse Meer